# Granarolo dell'Emilia
Granarolo dell'Emilia is een gemeente in de Italiaanse metropolitane stad Bologna (regio Emilia-Romagna) en telt 9008 inwoners (31-12-2004). De oppervlakte bedraagt 34,4 km², de bevolkingsdichtheid is 255 inwoners per km².
De volgende frazioni maken deel uit van de gemeente: Cadriano, Lovoleto, Quarto Inferiore.

## Demografie
Granarolo dell'Emilia telt ongeveer 3735 huishoudens. Het aantal inwoners steeg in de periode 1991-2001 met 25,4% volgens cijfers uit de tienjaarlijkse volkstellingen van ISTAT.
| Jaar | Inwoneraantal |
| ---- | ------------- |
| 1991 | 6934          |
| 2001 | 8696          |

## Geografie
De gemeente ligt op ongeveer 28 meter boven zeeniveau.
Granarolo dell'Emilia grenst aan de volgende gemeenten: Bentivoglio, Bologna, Budrio, Castel Maggiore, Castenaso, Minerbio.

## Impressie

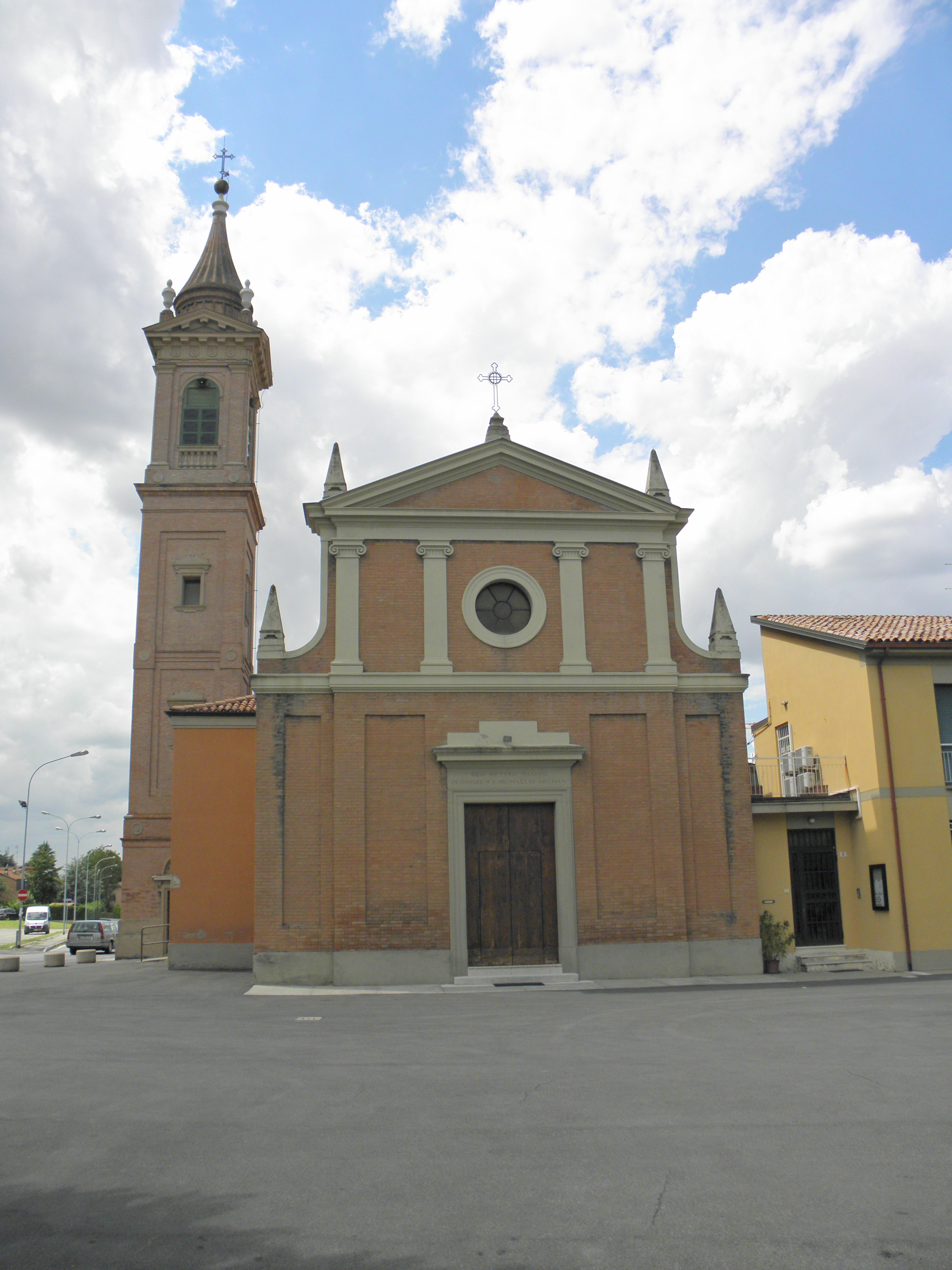
San Michele Arcangelo
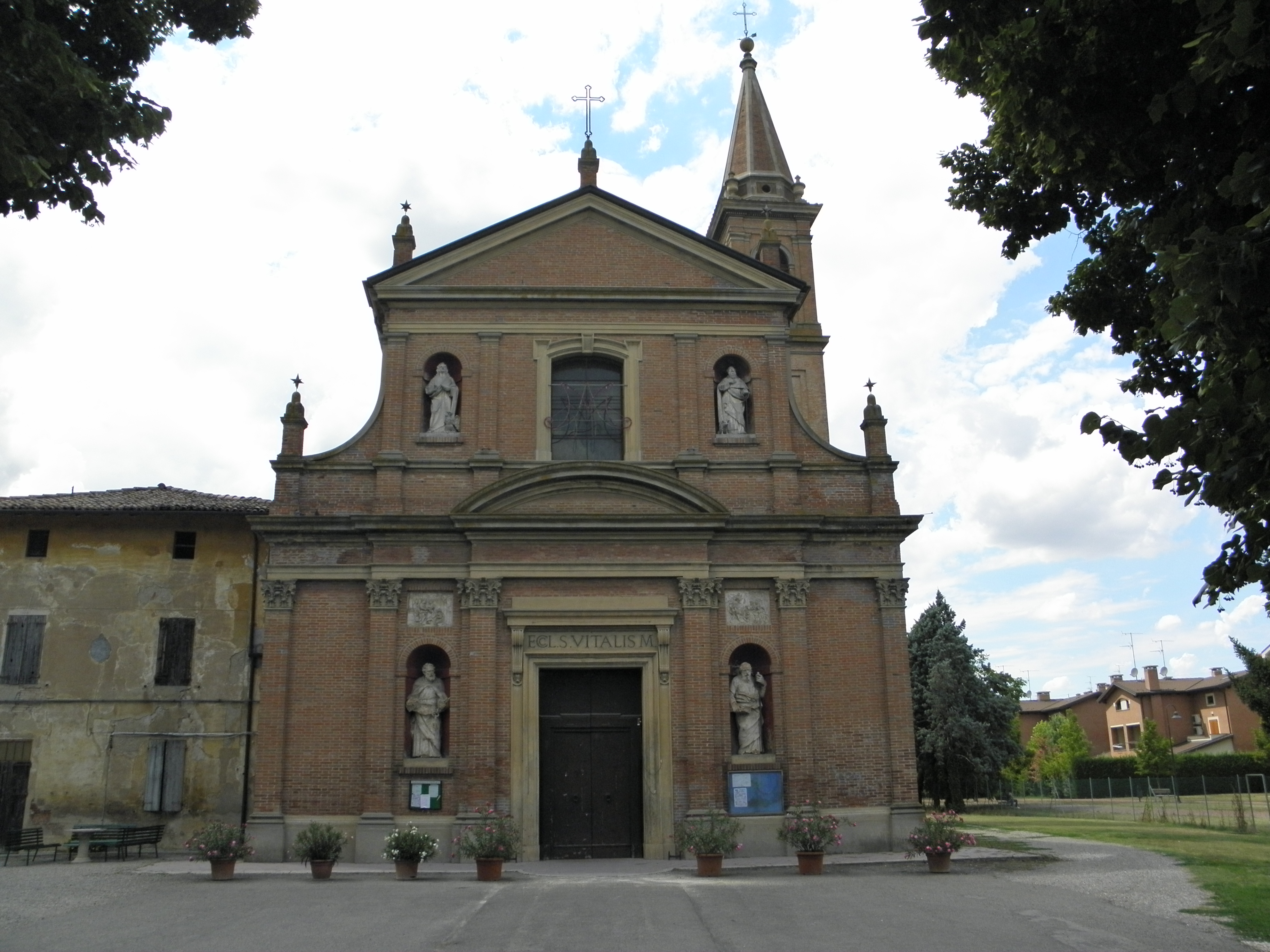
San Vitale
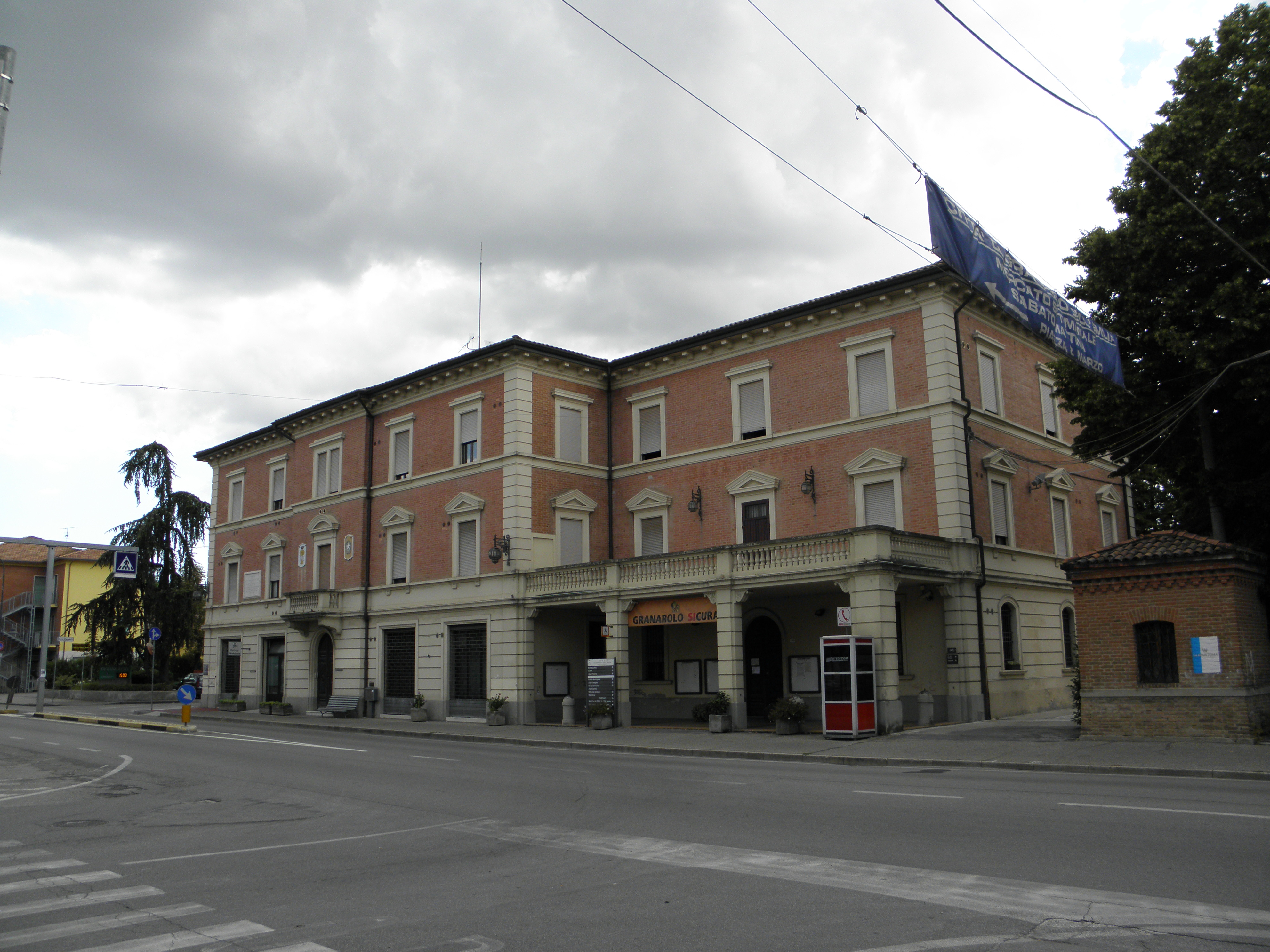
Gemeentehuis